# Bad Bocklet
Bad Bocklet là một đô thị ở huyện Bad Kissingen bang Bayern nước Đức. Đô thị Bad Bocklet có diện tích 36,2 km², dân số thời điểm ngày 31 tháng 12 năm 2006 là 4569 người.
Bad Bocklet nằm ở khúc cong của sông Fränkische Saale ở Franconia, cự ly khoảng 10 km về phía bắc huyện lỵ Bad Kissingen. Về phía bắc, đô thị này giáp Rhön-Grabfeld.
Đô thị này có các thị trấn:
- Bad Bocklet
- Aschach
- Großenbrach
- Hohn
- Nickersfelden
- Steinach
- Roth